# 噬血地鐵站
《噬血地鐵站》（英語：Creep）是一部2004年的恐怖片，由克里斯多夫·史密斯編劇和導演。影片講述了一名女子晚上被鎖在伦敦地铁的故事。後來她發現自己被住在下水道裡的一個醜陋畸形的殺手追杀。這部電影於2004年8月10日在德國法蘭克福奇幻電影節上首映。

## 剧情
阿瑟和喬治是倫敦的污水處理工人，他們在其中一堵牆上發現了一條隧道。阿瑟開始獨自探索隧道，而新手喬治則留在後面。過了一會兒，喬治進來了，發現阿瑟受了傷，很震驚。一個同樣受傷的女人跳了出來，哭著求救，卻被拉回了黑暗中。
一位年輕的德國女子凱特決定與她的朋友一起參加派對並前往查令十字地鐵站，但在等地鐵時在站台上睡著了。當她醒來時，她獨自一人，整個車站都被鎖了起來。一列空車來了，她上了車，但列车突然停止，燈光變暗。她遇到了尾随她的同事蓋伊，她一再拒絕他尷尬的示好。蓋伊企图強姦她，卻被一個看不見的东西拖出了地铁。之后，蓋伊又短暂地再度出现了一会儿，他渾身是血，警告凱特逃跑。
凱特逃跑时並遇到一對住在儲藏室的蘇格蘭流浪汉夫婦吉米和曼迪，以及他們的狗雷。凱特付錢让吉米帶她去找夜班守衛，吉米有点儿不情願但还是同意了。他們找到了蓋伊，他殘廢得很厲害但還活著。曼迪獨自一人遭到襲擊并被掳走，吉米在悲傷中注射海洛因陷入昏迷。凱特設法通過對講機與保安聯繫，但保安還沒來得及求救就被殺了。蓋伊也因傷而死。凱特和吉米決定步行穿過隧道前往下一站。一列地铁停在他們附近，吉米決定直面兇手為曼迪報仇，但他也被殺了。
逃跑中，凱特掉進了下水道系統，在那裡她发现了阿瑟的屍體。她還找到了一個有數百個箱子的儲藏室，在那裡她被殺手抓住了，這個杀手是一個畸形得可怕且患有精神病的隱士，名叫克雷格，他把他的受害者關在半淹沒且有老鼠出沒的籠子裡，等他們死後他就吃掉他們。凱特和喬治被關在其中一個籠子裡。他們想办法逃脫后来到了一個廢棄的醫療機構，看起來像一個非法墮胎診所，牆上摆著几个胎儿的标本。他們在那裡發現失去知覺的曼迪被綁在手術椅上。他們以為她死了，便抛下她繼續前進。不久，克雷格也出現在診所，他穿上手術服，在驚恐的曼迪面前模仿外科醫生做出的手勢，然後用骨鋸将她開膛破肚，模仿墮胎手術。
凱特和喬治找到了克雷格居住的廢棄地铁車廂，里面除了吉米和曼迪的那條名叫雷的狗，還有一位醫生和一個畸形孩子的舊照片。克雷格伏擊了他們並殺死了喬治。在最後的絕望中，凱特將鉤子和鐵鍊插入克雷格的喉嚨，然後讓一列正在行駛的地铁將其撕裂，克雷格失血過多而死。衣冠不整的她回到了最初的車站，這時已經是早上了。她倒在站台上，雷蜷縮在她的腿上。一個等地铁的男人誤以為她是乞丐，給她留下了一枚硬幣，凱特歇斯底里地咯咯笑起來，淚流滿面。

## 演员
- 法蘭卡·波坦特 饰 凯特
- 瓦斯·布莱克伍德（英语：Vas Blackwood） 饰 乔治
- 肯·坎貝爾（英语：Ken Campbell） 饰 阿瑟
- 傑里米·謝菲爾德（英语：Jeremy Sheffield） 饰 盖伊
- 保羅·拉特雷 饰 吉米
- 凱利·斯科特 饰 曼迪
- 喬·安德森（英语：Joe Anderson (actor)） 饰 男模
- 西恩·哈里斯 饰 克雷格
- 摩根·瓊斯 饰 守夜人

## 制作
故事情節被比作1972年的電影《末日狂城》，該電影同樣以倫敦地鐵為背景，以食人殺手為主角。沒有看過《末日狂城》的導演史密斯將他的靈感歸功於《美國狼人在倫敦》中以倫敦地鐵為背景的場景。

## The Last Tube
Creep: The Last Tube是一款2005年的在線3D衝擊波恐怖遊戲，旨在宣傳這部電影，由Jail Dog製作。在遊戲下线將近14年後，名為The Lost Media Wiki的網站對遊戲進行了搜索。
最終聯繫到了該遊戲的一名開發者博·切斯勒克，經過一番搜索，他找到了遊戲文件並將它們發送到The Cracks Overhead。該遊戲已上傳至Archive.org。

## 评价
《噬血地鐵站》收到了評論家們普遍褒貶不一的評價。根據14條評論，它目前在評論聚合網站爛番茄上的評級为“爛”（43%）。
《Time Out》給了這部電影負面評論，寫道：“這部以倫敦地鐵為背景的殺戮电影浪費了一個充滿希望的前提，帶來了無用的衝擊、老派的骯髒和一大堆同類型的陳詞濫調。”
All Movie的評論是正面的，寫道：“這部精簡版的驚悚片在情節上可能很輕鬆，但它充滿了令人毛骨悚然的恐懼和來自其卑鄙的怪物主角的心理變態態度。”
马修·特纳《View London》說：“表演很棒，尤其是波坦特，她通過讓自己的角色出奇地討人喜歡來避免尖叫女王的陳詞濫調——凱特在她早期的場景中粗魯和傲慢，而且她是德國人這一事實當然是巧合。”